# Bryocodia avirida
Bryocodia avirida är en fjärilsart som beskrevs av Smith 1906. Bryocodia avirida ingår i släktet Bryocodia och familjen nattflyn. Inga underarter finns listade i Catalogue of Life.